# Ectendomeliola walsurae
Ectendomeliola walsurae är en svampart som beskrevs av Hosag. & D.K. Agarwal 2006. Ectendomeliola walsurae ingår i släktet Ectendomeliola och familjen Meliolaceae.   Inga underarter finns listade i Catalogue of Life.